# Tennwil

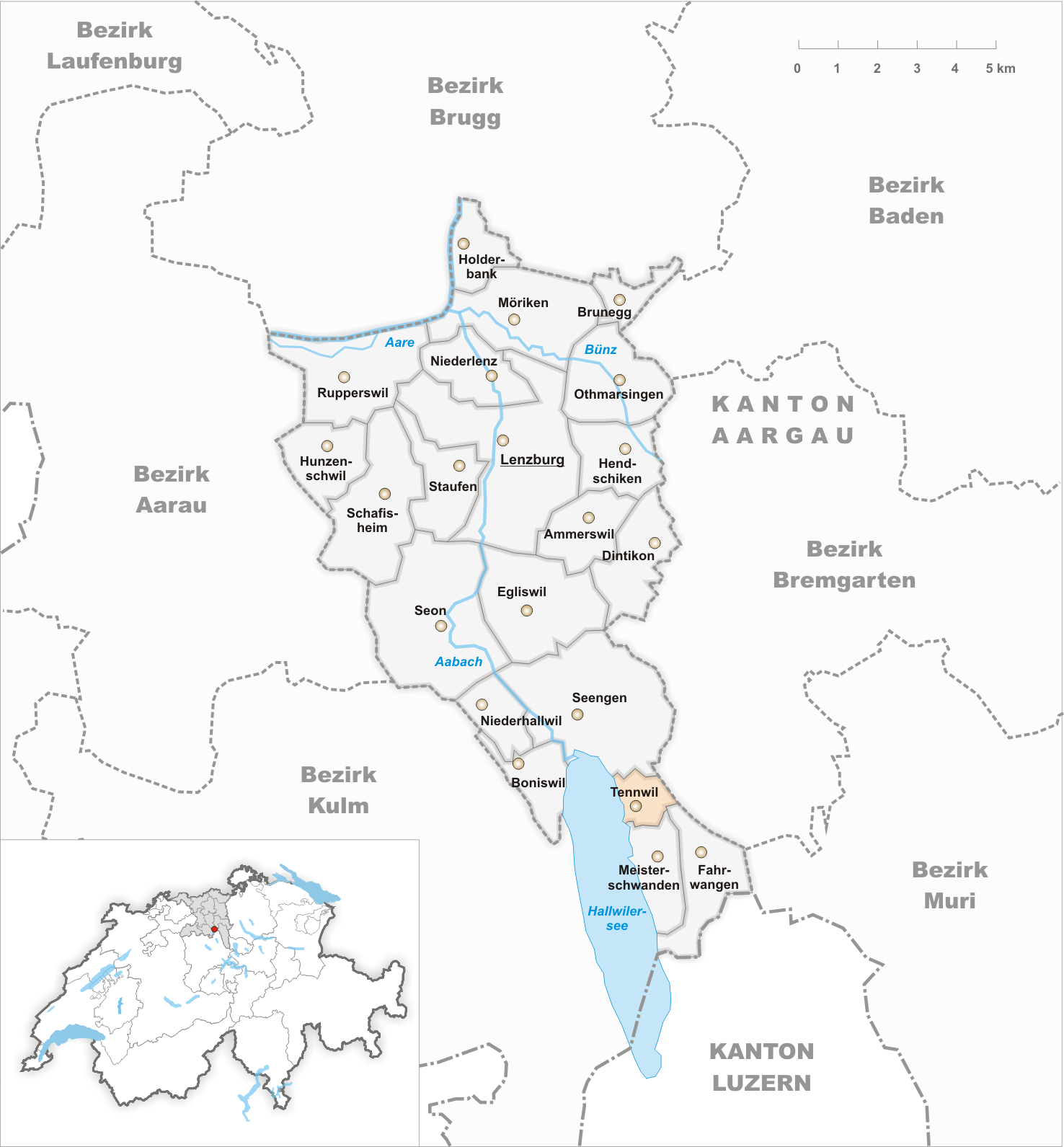
Gemeindestand vor der Fusion am 1. Januar 1900

Tennwil ist eine Ortschaft der Gemeinde Meisterschwanden des Bezirks Lenzburg des Kantons Aargau in der Schweiz. Am 1. Januar 1900 wurde die ehemalige Gemeinde zur Gemeinde Meisterschwanden fusioniert.